# Karlo Stipanić
Karlo Stipanić (né le 8 décembre 1941 à Crikvenica) est un joueur de water-polo yougoslave, champion olympique en 1968 après avoir remporté la médaille d'argent lors des Jeux précédents.